# Jocurile foamei (trilogie)
Jocurile foamei (în engleză: The Hunger Games) este o serie de trei de romane de aventură, scrisă de autoarea americană Suzanne Collins.
Trilogia este formată din cărțile: Jocurile foamei (The Hunger Games, 2008), Sfidarea (Catching Fire, 2009) și Revolta (Mockingjay, 2010).

### Jocurile foamei
Această carte are în vedere un personaj-narator feminin, Katniss Everdeen, care trăiește în Districtul 12, în cel mai sărac cartier,numit Filon. La a 74-a ediție a Jocurilor, sora sa Primrose este aleasă și Katniss se oferă voluntar în locul acesteia. Celălalt tribut este Peeta Mellark, care este băiatul brutarului. Aceștia capătă foarte multă atenție, în special Katniss, dar asta îl face și pe Peeta să fie favorizat. 
În arenă se ajută reciproc și rămân ultimii în viață. Pentru a forța mâna Capitoliului, Katniss îi propune lui Peeta să se sinucidă amândoi, realizând că cei care fac Jocurile au nevoie de un învingător. Pentru a o opri, ambii sunt declarați câștigători. Dar acest act devine o adevărată "sfidare".

### Sfidarea
Katniss se întoarce acasă, așteptându-se să-și reia viața de dinainte, dar absența lui Gale, acum un miner, și relația greoaie cu Peeta o fac să se simtă tot mai izolată. La șase luni după terminarea jocurilor, aceasta se pregătește să pornească în Turul Învingătorilor, prin cele douăsprezece districte și Capitol, când primește vizita neașteptată a președintelui Snow. Acesta o avertizează pe Katniss că districtele au început să se răscoale și că va trebui să demonstreze tuturor că motivația gestului ei a fost într-adevăr iubirea pentru Peeta.
Turul are loc fără incidente, până în Districtul 11, când Katniss își exprimă recunoștința pentru Rue, Thresh și pâinea trimisă. În răspuns, unul dintre oameni imită cântecul lui Rue, fiind, la scurt timp imitat de ceilalți din public. Peeta și Katniss sunt escortați jos de pe scenă în timp ce din spate se aud zgomote de puști. Disperată, Katniss, cu acordul lui Haymitch, îi povesteșe lui Peeta despre vizita presedintelui, și realizarea că vor trebui să mențină iluzia de cuplu pentru restul vieților lor. Într-un ultim efort disperat, Katniss îi sugerează să o ceară de soție în direct, ceea ce acesta face în timpul emisiunii cu Caesar Flickerman. Neanunțat, președintele însuși apare pentru a-i felicita, dar îi transmite lui Katniss că performanța ei a fost nesatisfăcătoare. Aceasta este urmată de o petrecere la vila președintelui, unde Katniss îl cunoaște pe următorul Șef de Jocuri, Plutarch Heavensbee. 
Înapoi în Districtul 12, sunt anunțate regulile Jubileului Pacificării, o sesiune a Jocurilor Foamei care are loc o dată la 25 de ani. Se anunță că pentru a treia sesiune tributurile vor fi alese dintre campionii fiecărui District.
La sfatul lui Haymitch, Katniss și Peeta formează o alianță cu alte tributuri : Finnick Odair si Mags din Districtul 4 , Beete Latier si Wiress din Districtul 3 si cu Johanna Mason din Districtul 7. Treptat, Katniss realizează că se plănuiește scoaterea lor din arenă și detonează câmpul de forță. O navă vine și-i salvează pe majoritatea, dar Peeta , Johanna si Annie cad în mâinile Capitoliului. În aripa spitalului, Katniss se întâlnește cu Gale care-i spune că Districtul 12 a fost bombardat pentru faptele ei.

### Revolta
Revolta, a treia și ultima carte a trilogiei, are ca subiect rebeliunea districtelor împotriva Capitoliului. Refugiată în Districtul 13 și încărcată de vină, aceasta este folosită de rebeli ca un simbol de propagandă pentru a ralia districtele împotriva Capitoliului și a președintelui. Peeta și ceilalți prizonieri sunt salvați. În punctul culminant al cărții, Katniss, Gale și Peeta, împreună cu alți soldați al Districtului 13 se infiltrează în Capitoliu și pornesc să-l omoare pe președinte.
Înainte să-și atingă obiectivul, Katniss vede cum Prim este omorâtă de bombe, părând să țintească rebelii. Ulterior, președintele Snow îi spune că nu el, ci Alma Coin, președintele Districtului 13, e responsabilă. Katniss, Peeta și Haymitch se întorc la ce a mai rămas din Districtul 12, dar mama ei și Gale își găsesc slujbe în alte districte. Katniss începe încet să-și revină din trauma psihologică și realizează eventual că îl iubește pe Peeta, întemeiind o familie cu el.

## Personaje
Katniss Everdeen este personajul-narator al seriei. Aceasta trăiește în cel mai sărac cartier al Districtului 12, Filon, împreună cu mama și sora ei, Primrose "Prim", pisica acesteia, Buttercup, și capra Lady. În vârstă de 16 ani, este descrisă ca fiind măslinie, cu păr lung și negru, pe care îl ține împleti și ochi gri strălucitori. Este Gaita-Zeflemitoare a Panemului, fiind simbolul unei Revolte contra Capitoliului.
Peeta Mellark este "baiatul cu painea", al doilea tribut din Districtul 12. Acesta este indragostit de Katniss si ar face orice sa o tina in viata si sa o apere. Ajunge sa fie capturat de Capitoliu. In Epilogul ultimei carti el și Katniss formează o familie și au împreuna o fetiță ce seamănă cu Katniss și un băiețel leit lui Peeta.
Haymitch Abernathy este mentorul lui Katniss si al lui Peeta. El este castigatorul celui de-al doilea Jubileu al Pacificării si în același timp e și alcoolic datorită stresului de a-și vedea elevii murind în arenă. El reușește să se lase de băutură în ultima carte, datorită refugiului în Districtul 13, unde alcoolul și tutunul erau interzise.
Gale Hawthorne este cel mai bun prieten al lui Katniss, care ajunge ca dupa Jocuri sa se indragosteasca de ea. 
Primrose Everdeen este sora lui Katniss. Este aleasa drept tribut pentru Ediția 74 a Jocurilor Foamei, ceea ce o determina pe Katniss să se ofere voluntar. 
Președintele Coriolanus Snow
Este președintele Panemului și în același timp inamicul lui Katniss.

## Universul fictiv
Seria prezintă o lume post-apocaliptică, unde America de Nord a devenit Panem, o țară împărțită în Capitoliu și treisprezece "Districte" specializate. După revolta condusă de Districtul 13, acesta este distrus și se instaurează "Jocurile Foamei", un spectacol televizat anual de tip lupte cu gladiatori în care participă doi adolescenți selectați din fiecare District.

### Jocurile Foamei
Este un joc barbar, sângeros și sadic în care 24 de adolescenți, cu varste cuprinse intre 12 si 18 ani, sunt  răpiți de lângă familiile lor și aruncați în luptă pe viață și pe moarte, televizată în direct și urmarita cu frenezie. Doar unul dintre ei se poate întoarce acasă faimos, bogat și viu. 

#### Jubileul Pacificării
Este o ediție specială a Jocurilor care are loc o dată la 25 de ani. Jubileul Pacificării a fost aparent plănuit în detaliu în avans la sfârșitul revoltei. Noua regulă este aleasă aleatoriu de Președinte. La primul Jubileu, fiecare dintre membrii Districtului a trebuit să voteze tributurile, iar la al doilea s-a cerut un număr dublu de participanți. Al treilea Jubileu are loc în Sfidarea și noua regulă cere ca tributurile să fie alese dintre foștii Învingători ai fiecărui District. Deoarece este singura fată dintre tributurile Districtului 12, Katniss este aleasă automat. Celelalte reguli nu sunt menționate deși Katniss observă că oricine a creat Jocurile a presupus că vor dăinui secole.

#### Arenele
Arenele sunt in continua schimbare. Nici o editie a Jocurilor nu s-a petrecut intr-o arena asemanatoare cu cea din editia precedenta. Plantele pot fi otravite, la fel si apa. Hrana si apa pot fi greu de gasit. Intr-o parte a arenei, se afla Cornul Abundentei, in jurul caruia fiecare jucator intra in arena. Acesta adaposteste mancare, provizii sau arme. 
Arenele sunt imprejmuite cu camere de filmat, la fel si plantele, pentru ca spectatorii sa poata vedea fiecare detaliu.

### Panem
Numele țării care in limba latina inseamna ,,paine'' .

#### Capitoliul
Capitala țării și reședința brutalului guvern totalitar, Capitoliul este localizat în nord-vestul Munților Stâncoși, înconjurat de cele 12 Districte. Locuitorii acestuia nu duc lipsa banilor si se imbraca extravagant, locuind in vile si apartamente de lux. Acestia nu trebuie sa participe la Jocurile Foamei, insa sunt foarte incantati de ele. 
Ei se ataseaza foarte mult de invingatorii Jocurilor.

#### Districtul 1
Acest District se ocupa cu fabricarea de lucruri luxoase pentru Capitoliu. De aici provin Glimmer, Marvel, Gloss si Cashmere .

#### Districtul 2
In Districtul doi sunt mai multe ocupatii: zidarie, productia de arme, constructia de trenuri si furnizarea de Aparatori ai Pacii. De aici provin Cato, Clove, Enobaria si Brutus.

#### Districtul 3
In Districtul 3 oamenii se ocupa de electronice si gadget-uri. De aici provin Beetee si Wiress.

#### Districtul 4
Industria in Districtul 4 este pescuitul, majoritatea locuitorilor avand experienta in utilizarea plaselor si a tridentelor, confectionarea carligelor si navoadelor de le zero, inot si identificarea vietuitoarelor marine comestibile. De aici provin Finnick Odair, Mags si Annie Cresta.

#### Districtul 5
Industria din Districtul 5 este puterea. Fata de Vulpe, un tribut foarte destept din primele Jocuri ale lui Katniss, provenea din  Districtul 5.

#### Districtul 6
In Districtul 6 locuitorii se ocupa cu transporturile, desi cetatenilor de aici nu le prea plac calatoriile.  Nu se știu numele tributurilor provenite din acest District.

#### Districtul 7
Industria din Districtul 7 este cherestea si majoritatea cetatenilor au experiență cu securi, topoare, ferăstraie și alte instrumente de tăiere copaci. De asemenea, Katniss constată că copiii din acest district încep să lucreze la o vârstă fragedă. Johanna Mason și Blight au venit de la acest District.

#### Districtul 8
In Districtul 8 oamenii se ocupa cu fabricarea hainelor în fabrici dintre care cel putin una este folosita pentru fabricarea uniformelor pentru Aparatorii Pacii. Districtul 8 este primul care se revolta dupa ce Katniss îi impulsioneaza. Din acest District reusesc sa evadeze Bonnie si Twill, cele doua femei care redescopera Districtul 13. De aici vine Cecelia.

#### Districtul 9
Despre acest District nu se stie prea multe insa naratoarea mentioneaza faptul ca industria de aici este legata de cereale.

#### Districtul 10
Tot ce se stie despre acest District este ca industria este legata de animale.

#### Districtul 11
In Districtul 11 principala preocupare a oamenilor este agricultura. De aici vine Rue, fetita care in prima carte o emotioneaza pe Katniss. Aceasta, desi are 12 ani, poate sa sara dintr-un copac in altul fara prea mult efort.
Rue îi povesteste lui Katniss despre un cantec din 4 note care acasa la ea, in Districtul 11 inseamna ca munca pe acea zi s-a terminat. Acesta este pornit de Rue si transmis in toata livada de către gaitele-zemflemitoare. Aceasta pasare (pe care Katniss o poarta ca brosa) este principalul motiv pentru care micuta agricultoare o ajuta pe eroina. Cand Rue moare, Katniss o impodobeste cu flori si îi canta pana cand aeronava vine sa o ia. De asemenea, din acest District vin si Thresh, Seeder si Chaff.

#### Districtul 12
Districtul 12 se specializează în minerit, în special cărbune. Este localizat în Munții Apalași, iar Districtul în sine este împărțit geografic de cele două clase sociale. În Filon, trăiesc minerii și familiile lor, caracterizați de pielea măslinie, părul negru și ochii gri și în oraș trăiesc negustorii, predominant blonzi, cu ochi albaștrii. Cum locuitorii sunt printre cei mai săraci din Panem, lipsa hranei este o problemă constantă, așadar adesea, Apărătorii Păcii și primarul închid ochii la aspecte precum piața neagră și vânatul ilegal.
Districtul 12 este distrus complet la sfârșitul celei de-a doua cărți, ca pedeapsă pentru scăparea lui Katniss. Gale a reușit să salveze aproximativ 10% "mai puțin de 900 de oameni" din populație. La sfârșitul celui de-al treilea volum se sugerează că Districtul 12 s-a reprofilat pe producția de medicamente.
Doar în două ocazii au câștigat Jocurile Foamei înainte de prima carte. Singurul Învingător în viață, Haymitch Abernathy, a câștigat în timpul celui de-al doilea Jubileu al Pacificării, când s-au cerut de două ori mai multe tributuri.

#### Districtul 13
Industria in Districtul 13 este de arme nucleare. Se presupune că a fost distrus în timpul Zilelor Negre închis ca un avertisment pentru alte douăsprezece districte ale puterii Capitoliului. Districtul este acum declarat a fi de nelocuit. Aici a locuit Presedinta Alma Coin.

## Recepție
Toate trei cărțile au fost foarte bine primite, în special de public, intrând în topul celor 150 cele mai bine vândute cărți săptămânal. Dintre toate, cea mai populară a fost prima, a doua fiind criticată pentru încercarea slabă de a crea un triunghi amoros și a treia pentru a nu fi încheiat fiecare fir naratic.
Autoarea a fost criticată adesea pentru similaritățile puternice percepute între serie și romanul japonez „Battle Royale”.

## Ecranizare
Primul roman a fost deja adaptat la marele ecran în regia lui Gary Ross, cu Jennifer Lawrence, Josh Hutcherson și Liam Hemsworth respectiv în rolurile Katniss, Peeta și Gale. Premiera în România a fost în 23 martie 2012.  Filmul a fost bine primit, atât de critici, cât și de public. Acesta deține un scor de 8/10 pe IMDb și 85/100 pe Rotten Tomatoes. De asemenea, pe baza câștigurilor din prima săptămână, Jocurile Foamei a intrat pe al III-lea loc în topul celor mai bune debuturi din toate timpurile. Pentru a promova filmul, studioul Lionsgate a creat pagina fictivă de web a Capitoliului thecapitol.pn.
Părțile următoare, Sfidarea și  Revolta - Part 1 au avut premierele pe 22 noiembrie 2013, respectiv 21 noiembrie 2014. 
S-au început filmările pentru romanul Revolta - Part 2 a aparut in 2015 . 
Se zvoneste ca va mai aparea inca un film insa actiunea se petrece inaintea seriei principale.